# Eigg
Eigg (schottisch-gälisch: Eigeⓘ) ist eine der „Kleinen Inseln“ (englisch Small Isles), die zu den schottischen Inneren Hebriden gehören. Sie hat eine Bevölkerung von 120 Personen (Stand 2025). 1997 wurde die Insel von den Einwohnern gekauft.
Die größte Siedlung auf Eigg ist Cleadale an der Nordküste. Es ist bekannt für seinen Quarz-Strand, der wegen der Geräusche, die erklingen, wenn ein Mensch über den trockenen Strand geht, „singender Sand“ genannt wird. Fähren fahren von Galmisdale an der Südküste nach Canna, Rùm und Muck und nach Mallaig auf dem Festland. In Galmisdale befindet sich auch das Gemeindezentrum der Insel.

## Beschreibung
Das Zentrum der Insel bildet ein Plateau mit einem Moor, das sich fast 400 Meter hoch erhebt. Am An Sgùrr (394 m), dem höchsten Berg der Insel, befindet sich ein bedeutendes Pechsteinvorkommen.
Das Kloster von Kildonan wurde durch St. Donan begründet, einen Schüler Kolumbans. St. Donan erlitt hier 618 das Martyrium. Im Mittelalter gehörte die Insel dem Clan Ranald MacDonald. Im Zuge einer Fehde mit den MacLeods wurde Ende des 16. Jahrhunderts die gesamte Bevölkerung getötet.
Die Insel hat mit der Cathedral Cave und der Massacre Cave zwei Höhlen.

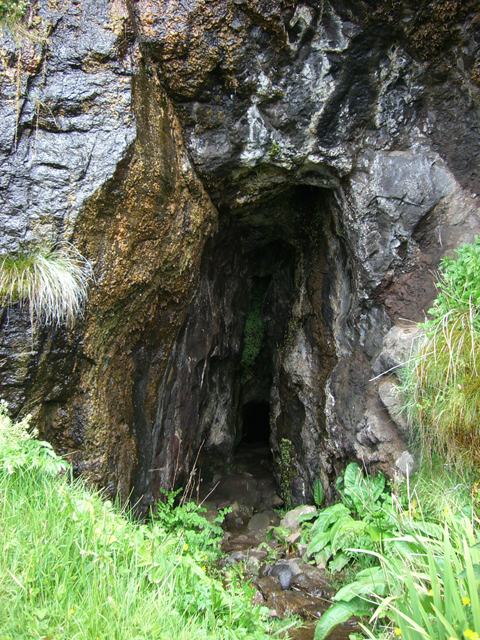
Eingang der Massacre Cave

Der gälische Name Eige ist der Genitiv von Eag (deutsch: Einkerbung, Bodensenke) und bezieht sich wahrscheinlich auf die Gestalt des Berges An Sgùrr oder auf das große Tal, das sich quer über die Insel zieht. Die Insel hatte noch einen anderen Namen: Eilean nam Ban mòra (deutsch: „die Insel der großen Frauen“).

## Geschichte
Egg ist die größte Privatinsel Europas.
1266 wurde die Insel Eigentum der schottischen Krone. Es folgten unübersichtliche Erbangelegenheiten, ab Mitte des 14. Jahrhunderts übernahm die Sippe Macdonald von Clanranald die Herrschaft. 1827 wurde die Insel an einen Universitätsrektor aus Aberdeen verkauft.
1975 kaufte die Insel Keith Schellenberg. 1992 erfolgte der Verkauf an eine seiner Firmen.
1995 kaufte der deutsche Künstler Marlin Eckhard, der sich Maruma nennt, die Insel.
Die Bewohner der Insel wollten jedoch endlich selber Eigentümer der Insel werden: Der Verbund aus Inselgemeinschaft, Highland (Council Area) und
Scottish Wildlife Trust bildete den „Isle of Egg Heritage Trust“, der am 12. Juni 1997 die Insel kaufte.
Heute ist die Insel über die “Isle of Eigg Residents` Association” selbstverwaltet. Im Inselrat gibt es 6 Sitze, wovon die Insulaner 4 haben.

## Energieversorgung
Bis 2008 versorgten sich die einzelnen Haushalte mit Dieselgeneratoren. Seit 2008 wurde ein Energieversorgungsunternehmen als Gemeinschaftsprojekt der Bewohner gegründet und ein Inselnetz aufgebaut, das die Insel zu 95 Prozent aus erneuerbaren Energien versorgt. Hauptbestandteile sind drei Wasserkraftwerke mit 100, 9 und 8 kW, vier Windkraftanlagen mit je 6 kW und Photovoltaikanlagen mit 50 kW. Ein für 24 Stunden dimensionierter Batteriespeicher stellt Energie in Zeiten mit fehlenden regenerativen Energien zur Verfügung. Zwei Dieselgeneratoren mit je 80 kW stehen als Notfallvariante bereit. Um das Angebot an erneuerbaren Energien möglichst nicht zu überschreiten, ist die maximale Leistung für Haushalte auf 5 kW und für Firmen auf 10 kW begrenzt. Die Länge des Hochspannungsnetzes beträgt 11 km.

## Geologie
Das Grundgebirge ist auf der Insel Eigg nirgendwo anstehend, ist aber zweifellos im tieferen Untergrund vorhanden. Zu erwarten sind hierbei Gesteine des Hebriden-Terrans (Kambro-Ordovizium, Torridonian und Lewisian – wobei das Torridonian 5 Kilometer weiter nordwestlich von Eigg tatsächlich am Meeresboden angetroffen wird). Die Moine Thrust streicht direkt an der Ostküste entlang und deswegen ist das Northern-Highlands-Terran im Untergrund im Osten von Eigg zu erwarten. Die Basis der Insel wird von flachliegenden Schichten des Mitteljuras gebildet, welche eine Gesamtmächtigkeit von rund 150 Metern erreichen. Durch eine Diskordanz abgetrennt folgt nur 5 Meter mächtige Oberkreide. Auf diese marinen Sedimente legen sich (erneut diskordant) die Vulkanite der British Paleogene Igneous Province (abgekürzt BPIP), die sich während des ausgehenden Paläozäns im Zuge der Öffnung des Nordatlantiks gebildet hatten. Zuerst lagerten sich die Basaltlaven der rund 400 Meter mächtigen Eigg-Lava-Formation ab, gefolgt gegen Ende des Paläozäns von der etwa 120 Meter mächtigen Sgurr-of-Eigg-Pitchstone-Formation – Pechsteinen trachydazitischer bis rhyodazitischer Zusammensetzung. Seit dem Beginn des Eozäns ist die Insel den Kräften der Erosion ausgesetzt, welche vor allem in der letzten Kaltzeit (Devensian) starke Oberflächenveränderungen bewirkten. Ab dem Spätglazial und während des gesamten Holozäns unterliegt die Insel dem Wechselspiel zwischen Isostasie und Meeresspiegelanstieg – ausgelöst durch das Abschmelzen der kontinentalen Eismassen des British Irish Ice Sheets.

## Karten und Steine

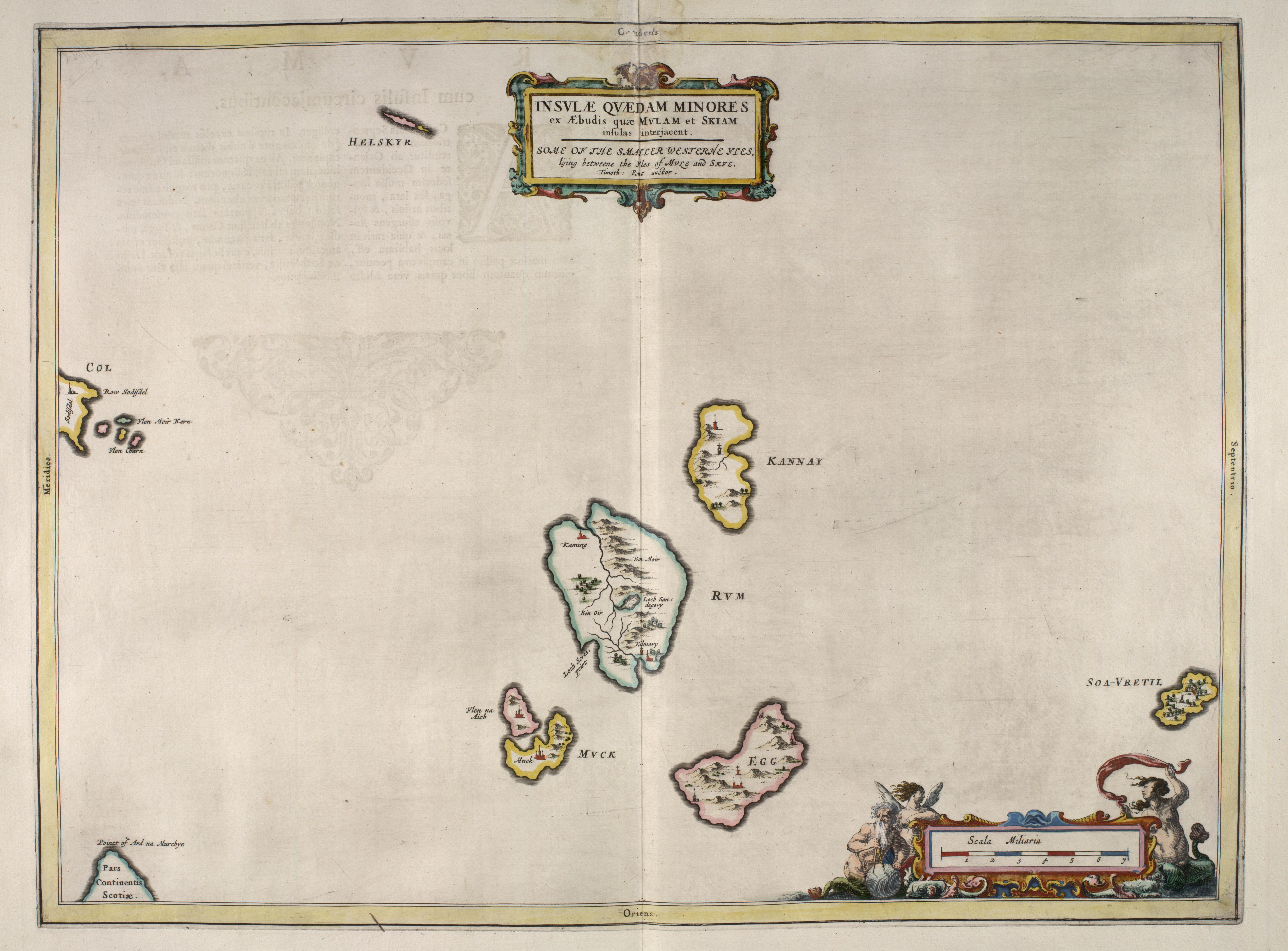
Egg in der Gruppe der Small Isles in Willem Blaeus Atlas of Scotland (1654)
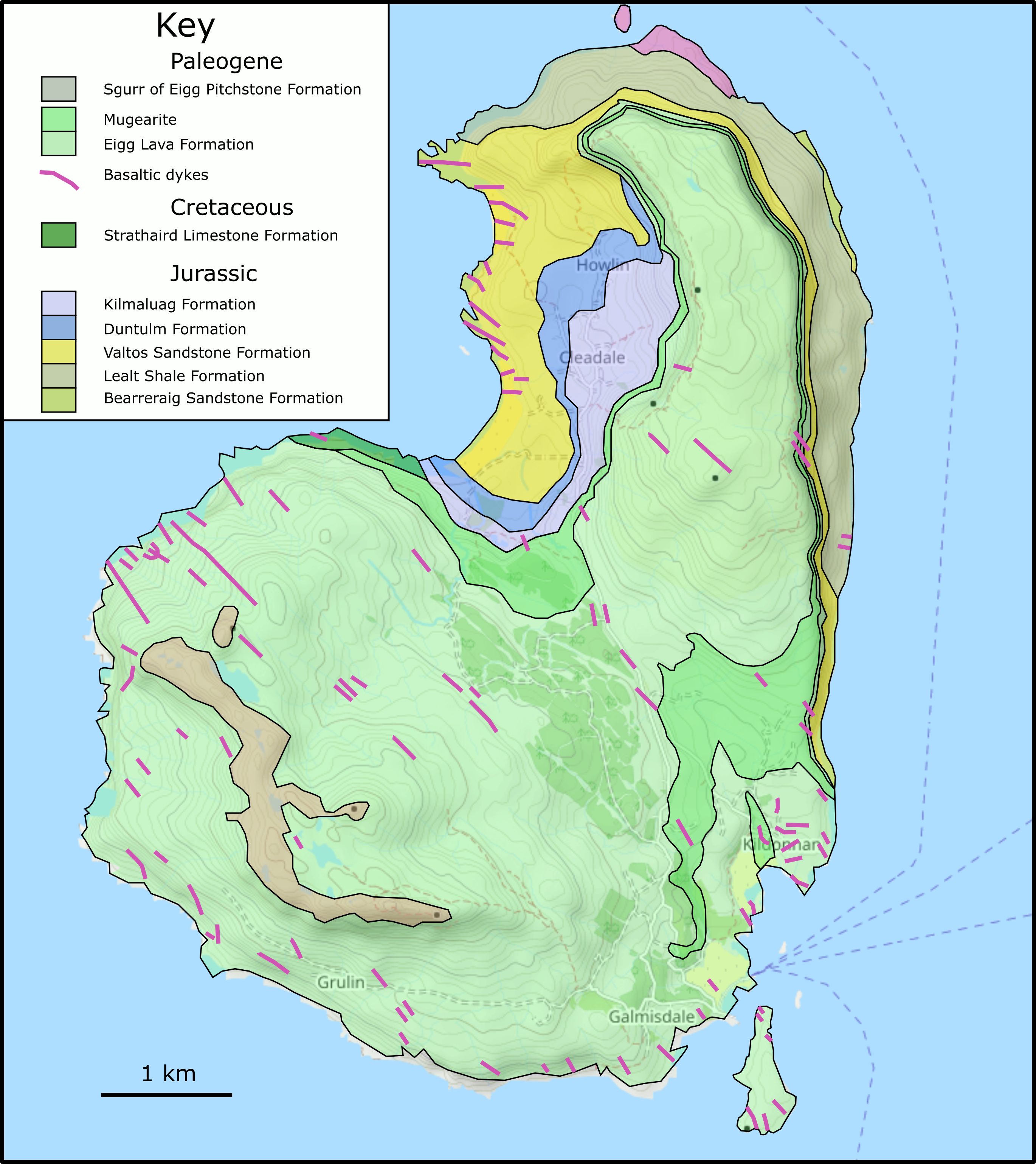
Geologische Karte von Eigg
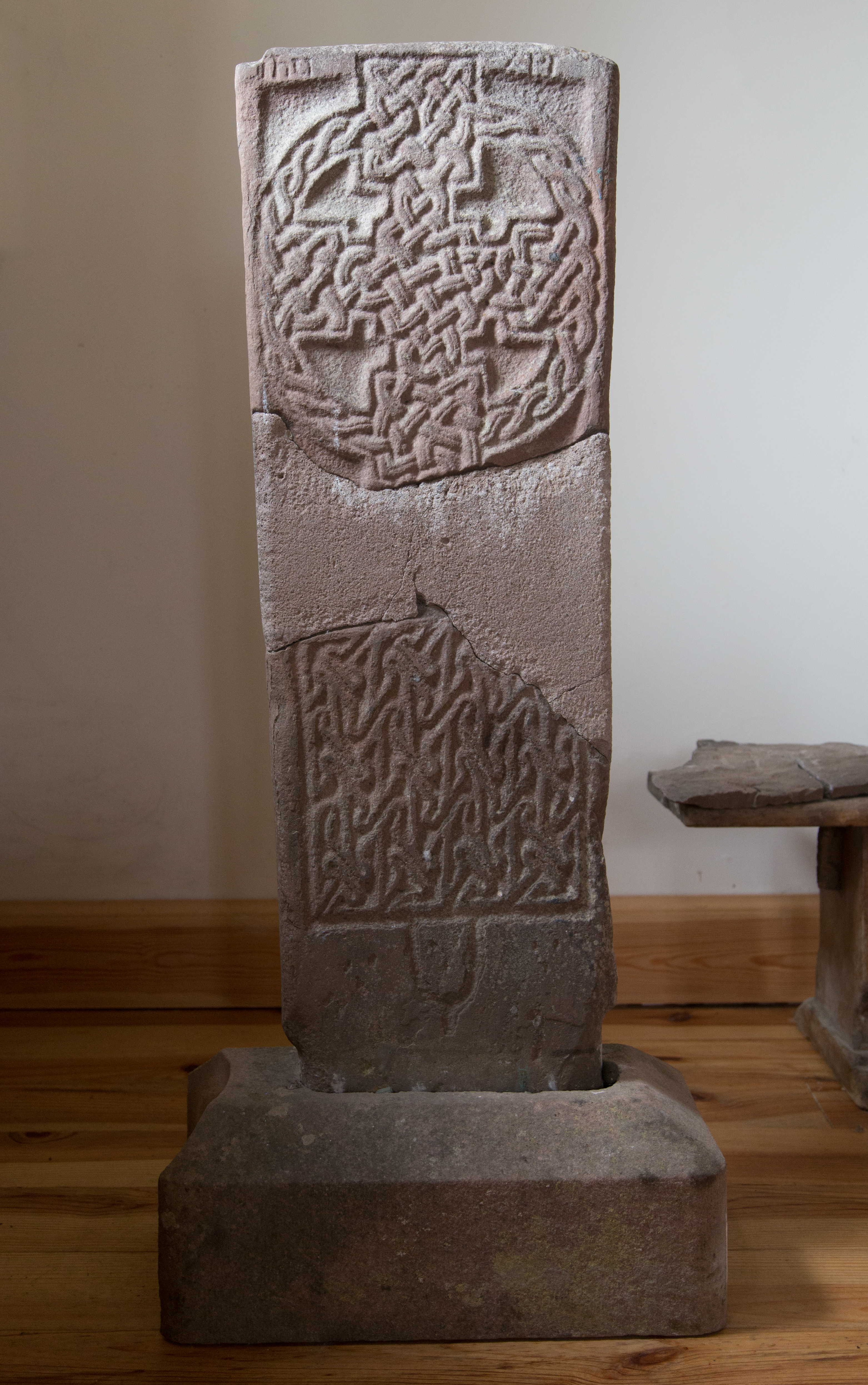
Kildonan Cross Slab
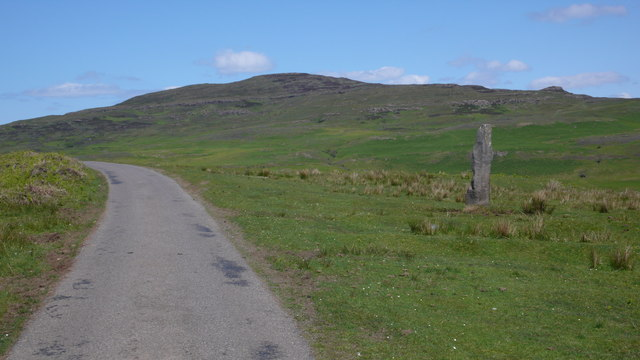
Cleadale Menhir